# Пеги
Пеги — специальное приспособление в виде труб (стандартная длина 11 см, диаметр — 4см), которое крепится на оси велосипедов типа BMX и трюковых самокатов. Пеги позволяют делать всевозможные трюки, а также скольжения по перилам и граням. Пеги позволяют делать такие скольжения по граням и перилам, как: фибл (задняя пега скользит, переднее колесо едет), смит (передняя пега скользит, заднее колесо едет), даблпег (обе пеги скользят), айспик (скользит только задняя пега), туспик (скользит только передняя пега). Также возможны все вышеперечисленные гринды с иксапом, то есть, рулём, повернутым на 180 градусов. Помимо скольжений на пегах, есть и скольжения на других частях ВМХ: спрокет слайд (скольжение на звезде), педал слайд (скольжение на задней педали), крэнк слайд (скольжение на шатуне) или сочетание пеги с другой частью ВМХа: лакки (гринд на передней педали и задней пеге). Стоит добавить, что в настоящее время некоторые райдеры исполняют гринды без пег, то есть скольжение происходит на гайках (так называемый пеглесс стайл).
Пеги, как правило, изготавливаются из стали с добавлением хромомолибдена, титана (очень плохо скользит по каменным и мраморным граням), пластика и алюминия (как правило, алюминиевая середина и пластиковая оболочка). В настоящее время пеги стали очень лёгкими, благодаря баттингу и устойчивыми к расколу за счёт использования новых сплавов металлов и особой термообработки.
Немаловажной частью современной пеги является антиспин (болт вкручивающийся в пегу), он предотвращает отворачивание пеги при скольжении (в основном на левой стороне), потому что вовремя незамеченная отвернувшаяся пега может привести к изгибу оси при последующем гринде.